# 飛燕 (歌曲)
《飛燕》（日语： tsubame */?）是日本雙人音樂組合YOASOBI的第十四首單曲，於2021年10月25日發行，將收錄於即將發行的迷你專輯《THE BOOK 2》。此曲是改編自YOASOBI與日本放送協會（NHK）合辦徵稿活動「未來之歌」的優勝得獎作品《小燕子的大夢想》，由一名來自東京的15歲的學生乙月なな創作，歌詞以一隻飛翔中的家燕為第一人稱視角，描述牠目睹人類破壞大自然的情景，以喚起大眾對於環保議題的關注。此曲亦將會被用作日本放送協會節目《散播出去吧！繽紛的五彩世界》的主題曲。

## 製作與背景
〈飛燕〉由Ayase創作，ikura演唱，兒童大使團「ミドリーズ」客串。是首時長3分37秒，每分鐘105拍的升G大調日本流行音樂。 
2021年4月20日，YOASOBI宣佈將會為日本放送協會的新節目《散播出去吧！繽紛的五彩世界》（ひろがれ！いろとりどり）編寫和演唱新主題曲，該節目主要向兒童介紹聯合國的永續發展目標，而主題曲將會改編自YOASOBI與日本放送協會合辦的徵稿活動「未來之歌」（未来のうた）中的得獎作品。優勝作品於同年7月9日宣佈，由15歲學生乙月なな所著的《小燕子的大夢想》（日语：小さなツバメの大きな夢）從700多篇小說中脱穎而出，成為新主題曲的改編原型。 
歌曲標題〈飛燕〉於9月28日公佈，Ayase於訪問中表示他「希望能寫一首以飛燕為第一視角的歌曲，透過觀察人們的活動來反思目前世界正面對的問題。」推廣永續發展目標的兒童大使團「ミドリーズ」亦於同日宣佈成立，由盛永晶月（あつき）、中村羽葉（うきょう）、Lexie、山崎莉里那（りりな）和ゆめり五位分別就讀小一到小五的小學生組成，而他們也受邀與YOASOBI一同錄製〈飛燕〉。「ミドリーズ」和《散播出去吧！繽紛的五彩世界》的吉祥物阿青（アオ）、琪琪（キイ）於10月1日在日本放送協會節目《大家的歌曲》上表演一個歷時兩分二十秒的〈飛燕〉唱跳版本，該版本由MIKIKO編舞，所表演的「飛燕舞」是想表達希望能像燕子般飛到未來。〈飛燕〉亦在《大家的歌曲》（日语：みんなのうた）十月份和十一月份的播放歌單上。

## 發行
2021年10月1日，YOASOBI宣佈將會於同年12月1日發行新迷你專輯《THE BOOK 2》，當中包括〈飛燕〉和〈若能描繪生命〉兩首尚未推出的歌曲。10月8日，YOASOBI宣佈〈飛燕〉將會於10月25日以單曲形式在數位音樂下載和串流媒體平台發行。 
〈飛燕〉的封面藝術由曾擔任〈向夜晚奔去〉和〈群青〉封面設計師的東京藝術大學學生藍にいな設計，描繪了一隻家燕正從遠處飛往城市。〈飛燕〉於10月19日在YOASOBI主持的電台節目《YOASOBI的All Night Nippon X》上首次播出，隨後亦在日本的羅森便利店、FamilyMart、迷你島、松屋食品、食其家等商舖和澀谷中心街、竹下通等商店街中作為背景音樂播放。 

## 歌詞內容概述
〈飛燕〉以家燕的視覺出發，在飛越大海時先後看到人類對待大自然好的一面和壞的一面，並在最後將快樂帶給人類。歌詞結尾是反映即使小如家燕一般也能帶來極大改變，鼓勵孩子支持永續發展目標，為環境出一分力。 

## 音樂影片
〈飛燕〉的音樂影片由藍にいな執導和繪製，剪輯版本於10月21日在NHK教育頻道兒童節目《NHK for School》上率先播放，而完整版本於10月25日在日本放送協會的YouTube頻道上發佈推出。 
英語版〈The Swallow〉的MV沿用藍にいな執導和繪製的版本，並加上英語歌詞，在2022年11月3日於Ayase的YouTube頻道上公開。同日各大平台開放串流或下載。

## 收錄歌曲
| 數位下載 | 數位下載             | 數位下載 | 數位下載 | 數位下載 |
| 曲序     | 曲目                 | 词曲     | 编曲     | 时长     |
| -------- | -------------------- | -------- | -------- | -------- |
| 1.       | （feat. ミドリーズ） | Ayase    | Ayase    | 3:37     |
| 总时长： | 总时长：             | 总时长： | 总时长： | 3:37     |

| 數位下載 | 數位下載                     | 數位下載    | 數位下載 | 數位下載 |
| 曲序     | 曲目                         | 词曲        | 编曲     | 时长     |
| -------- | ---------------------------- | ----------- | -------- | -------- |
| 1.       | Thw Swallow (feat. Midories) | Konnie Aoki | Ayase    | 3:37     |
| 总时长： | 总时长：                     | 总时长：    | 总时长： | 3:37     |

## 註腳
1. ↑  永續發展目標是指聯合國提出於2030年前解決減緩環境破壞和收窄貧富差距的發展方針。

## 外部連結
- 《飛燕》官方舞蹈版 （页面存档备份，存于）